# Грімпар великий
Грімпа́р великий (Dendrocincla tyrannina) — вид горобцеподібних птахів родини горнерових (Furnariidae). Мешкає в Андах.

## Підвиди
Виділяють два підвиди:

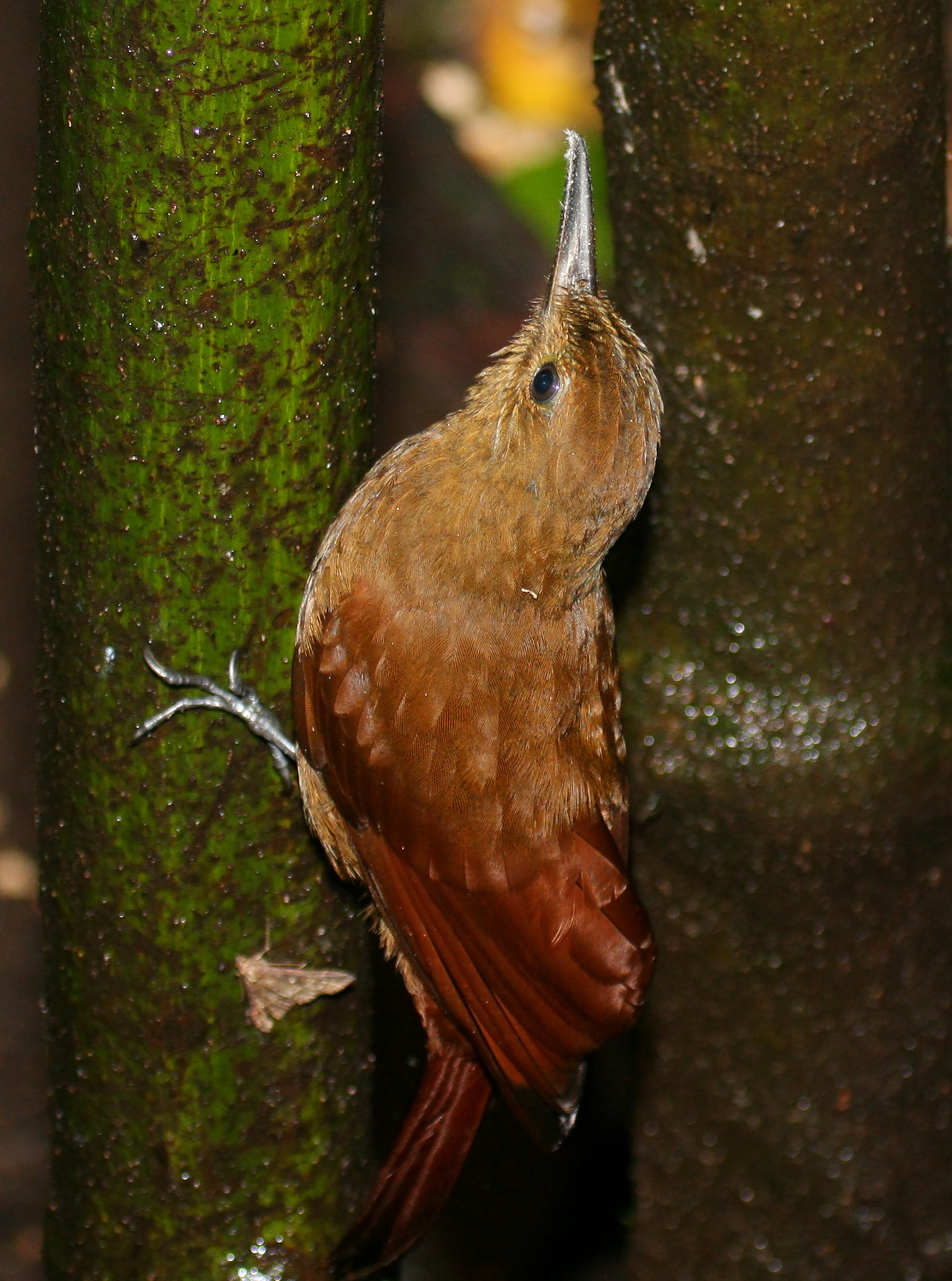
Великий грімпар

- D. t. tyrannina (Lafresnaye, 1851) — Західний і Центральний хребти Анд від центральної Колумбії (Антіокія) на південь до західної Болівії (Ла-Пас);
- D. t. hellmayri Cory, 1913 — східні схили Східного хребта Анд на північному сході Колумбії (Норте-де-Сантандер, Бояка) та на заході Венесуели (західна Тачира).

## Поширення і екологія
Великі грімпарі мешкають у Венесуелі, Колумбії, Еквадорі, Перу і Болівії. Вони живуть у вологих гірських тропічних лісах та на узліссях. Зустрічаються на висоті від 1300 до 3200 м над рівнем моря.